# Даскалаки, Катерина
Катерина Даскалаки (греч. Κατερίνα Δασκαλάκη; род. 26 марта 1944, Афины) — греческий журналист, писатель, переводчик и политический деятель. В прошлом — депутат Европейского парламента (1994—1999) от консервативной партии Политическая весна Антониса Самараса, постоянный представитель Греции при ЮНЕСКО (2013—2015). Постоянный член Союза редакторов афинских газет (ESIEA), член правления Лицея гречанок.

## Биография
Родилась в Афинах 26 марта 1944 года.
Окончила 8-ю гимназию для девочек. Изучала право на юридическом факультете Афинского университета и посещала (в течение академического года) семинары Европейской федерации журналистов (EFJ) в Париже в 1975—1976 годах.
Начала работать сразу после окончания гимназии (в то время восьмилетней) в периодической прессе. Сначала в журнале «Промышленное обозрение» («Βιομηχανική Επιθεώρησις»), главным редактором которого впоследствии стала. Затем в журнале «Гинека» («Женщина»), в журнале Cosmopolitan. Сотрудничала с издательством «Δομή» и его литературным журналом. Была редакционным директором 8-томной энциклопедии «Ο Γύρος του Κόσμου» («Вокруг света»). Некоторое время была консультантом и редактором издательства «Эстия».
В ежедневной прессе работала сначала в газете «Элефтеротипия», в отделе международных новостей и вела небольшую колонку, после перезапуска газеты «Месимврини» («Меридиан») в 1980 году стала её сотрудником, сначала в отделе международных новостей, затем — главой этого отдела, главой отдела политики, главным редактором, директором. Работала новостником и обозревателем в газете в течение 14 лет. После закрытия газеты в 1994 году, публиковалась в воскресном выпуске газеты «Катимерини». Также публиковалась в литературном журнале «Εντευκτήριο». Также отвечала за ежедневную «Ραδιοεφημερίδα» («Радиогазету») на радио Athena 98.4 FM. На том же радио вела утренние политические комментарии, а также передачу с интервью.
Преподавала два академических года (четыре семестра) в Университете Пантеон на факультете связи и массовых коммуникаций (в качестве внешнего научного сотрудника).
По итогам выборов в Европейский парламент в 1994 году избрана депутатом от партии «Политическая весна», была членом комитета по иностранным делам и обороне, комитета по культуре, образованию и средствам массовой информации и комитета по правам женщин. Была наблюдателем на выборах в Боснии и Албании.
В рамках подготовленного для Европейского парламента отчёта о будущем прессы прочитала серию лекций в различных европейских городах (Осло, Никосия, Париж, Милан).
С 2013 по 2015 год работала послом, постоянным представителем Греции при ЮНЕСКО. Во время этого срока, в первой половине 2014 года Греция была государством — председателем Совета Европейского союза.
В марте 2020 года назначена одним из членов Консультативного совета по поддержке прессы при правительстве Греции как представитель одного из ведущих журналистских профсоюзов Греции — Союза редакторов афинских газет (ESIEA).
Владеет французским, английским, итальянским и немецкими языками. Переводила литературу и эссе с французского, в том числе основные работы философа Костаса Акселоса, исторические биографии Элен Каррер д’Анкосс, романы Милана Кундеры, Ennio Concina, Шанталь Тома и другие.

## Книги
- Ο ένοικος του τίποτα (Καστανιώτης, 1997)
- Δια ξηράς (Εκδόσεις Εντευκτηρίου, 1999)
- Ο άλλος πλους (Εστία, 2000)
- Ο όγδοος μήνας (Εστία, 2004)
- Άτιτλο (Εστία, 2013)
- Τριάντα αποσιωπήσεις και μία κραυγή (Εστία, 2016)
- Κάποτε, η ελληνική βιομηχανία (Economia, 2014)